# Ceratospermopsis xylopiae
Ceratospermopsis xylopiae är en svampart som beskrevs av Bat. 1951. Ceratospermopsis xylopiae ingår i släktet Ceratospermopsis och familjen Meliolaceae.   Inga underarter finns listade i Catalogue of Life.